# 亦憐真班
亦憐真班（イリンチンバル）は、高麗の第28代王忠恵王の妃。モンゴル人で、元の皇族の鎮西武靖王チョスバルの娘。クビライの玄孫にあたる。忠恵王が1330年に即位した際に娶る。1367年、元より貞順淑儀公主に封ぜられる。

## 家族
- 父：元の鎮西武靖王チョスバル
- 母：不明
- 夫：忠恵王
  - 子：忠穆王
  - 娘：長寧公主